# Zambia vid världsmästerskapen i simsport 2022
Zambia tävlade vid världsmästerskapen i simsport 2022 i Budapest i Ungern mellan den 17 juni och 3 juli 2022. Zambia hade en trupp på två idrottare.

## Simning
| Idrottare     | Gren                         | Heat    | Heat      | Semifinal        | Semifinal        | Final            | Final            |
| Idrottare     | Gren                         | Tid     | Placering | Tid              | Placering        | Tid              | Placering        |
| ------------- | ---------------------------- | ------- | --------- | ---------------- | ---------------- | ---------------- | ---------------- |
| Kumaren Naidu | Herrarnas 50 meter bröstsim  | 31,00   | 51        | Gick inte vidare | Gick inte vidare | Gick inte vidare | Gick inte vidare |
| Kumaren Naidu | Herrarnas 100 meter bröstsim | 1.11,40 | 59        | Gick inte vidare | Gick inte vidare | Gick inte vidare | Gick inte vidare |
| Tilka Paljk   | Damernas 50 meter bröstsim   | 33,64   | 40        | Gick inte vidare | Gick inte vidare | Gick inte vidare | Gick inte vidare |
| Tilka Paljk   | Damernas 50 meter fjärilsim  | 31,48   | 56        | Gick inte vidare | Gick inte vidare | Gick inte vidare | Gick inte vidare |